# Dialetto francitano
Il francitano (fr. francitan), o francese meridionale, è un dialetto regionale della lingua francese, parlato in Occitania; è influenzato dall'occitano, parlato quindi nell'area linguistica dell'Occitania, ma che comporta delle differenze importanti, per esempio, tra Marsiglia, Tolosa e Limoges. L'accento meridionale è udibile in tutte le generazioni, ma è più pronunciato nelle persone anziane che hanno avuto l'occitano per lingua materna.

## Segni principali
Il francese meridionale è riconoscibile grazie a dei segni tipici:
- le vocali denasalizzate, danno per esempio : pain = paing ; brun resta brun, contrariamente alla pronuncia della Loire settentrionale dove diventa poco a poco brin;
- l'alternanza delle vocali aperte e chiuse, che danno al francese della zona occitana l'impressione d'essere musicale;
- la presenza di un accento tonico spesso più marcato che in francese;
- la prononcia delle e finali : baguette [baˈɡɛt] diventa [baˈɡɛtə] (o anche [baˈɡɛtɘ]) a Marsiglia, o ancora [baˈɡɛtø] « baguetteuh » a Tolosa;
- un vocabolario specifico, che varia a seconda delle regioni che ha talvolta inondato zone non occitane : esempi :

une poche = sacchetto di plastica;
péguer = incollare;
une chocolatine = pane al cioccolato;
- certi giri di frase : « s'il faut » corrisponde al francese standard « peut-être », « probablement », nell'ambito di un linguaggio molto familiare; « en par là » corrisponde a « par ici »;
- prestiti dall'occitano, come ad esempio il famoso pichon [pi'tʃu] (in fr. petit).